# Tetratoma nepalensis
Tetratoma nepalensis es una especie de coleóptero de la familia Tetratomidae.

## Distribución geográfica
Habita en Nepal.